# Station Castelbello-Kastelbell
Station Castelbello-Kastelbell is een spoorwegstation aan de Vintzgouwspoorlijn bij het dorp Kastelbell in de gemeente Kastelbell-Tschars (Italië-Zuid-Tirol).
De stationsnaam wordt volgens de regels van Trenitalia in het Italiaans aangegeven, gevolgd door het Duits als lokale taal.